# Rynias (wzgórze)
Rynias lub Rynias Kieżmarski (słow. Rynias, Rinias, niem. Reniasch, Renias, Kempenkaul, węg. Rinyás, Réniás) – zalesione wzgórze (1473 m n.p.m.) w słowackich Tatrach Bielskich. Znajduje się w długiej bocznej grani opadającej od Bujaczego Wierchu i oddzielającej Dolinę Kieżmarską od Doliny Czarnej Rakuskiej. Rynias znajduje się w tej grani pomiędzy Przełęczą nad Czerwoną Glinką (1389 m), oddzielającą go od Rakuskiego Grzbietu, a Steżkową Przełęczą (1439 m), oddzielającą go od wyższych i znacznie rozleglejszych Steżek. W północno-wschodnim kierunku od szczytu Ryniasa ciągnie się grzbiet zwany Ryniasowym Działem, który oddziela od siebie dwie odnogi Doliny Czarnej Rakuskiej: Dolinę pod Czerwoną Glinką i Dolinę Czarnej Huczawy.
Rynias i Steżki mają odmienną budowę geologiczną od pozostałej części Tatr Bielskich. Zbudowane są mianowicie z kwarcytowych piaskowców. Wskutek jałowości tego podłoża występują na nich bezleśne obszary.
Przez grzbiet Ryniasa, Steżkową Przełęcz i Steżki biegnie granica obszaru ochrony ścisłej. Należą do niego północno-wschodnie zbocza. Na Ryniasa nie prowadzi żaden szlak turystyczny, brak też jakiejkolwiek ścieżki. Porasta go bujnie mieszanina kosodrzewiny i świerków. Na północno-wschodnich stokach występuje skupisko brzozy omszonej – największe w całych Tatrach.

## Przypisy

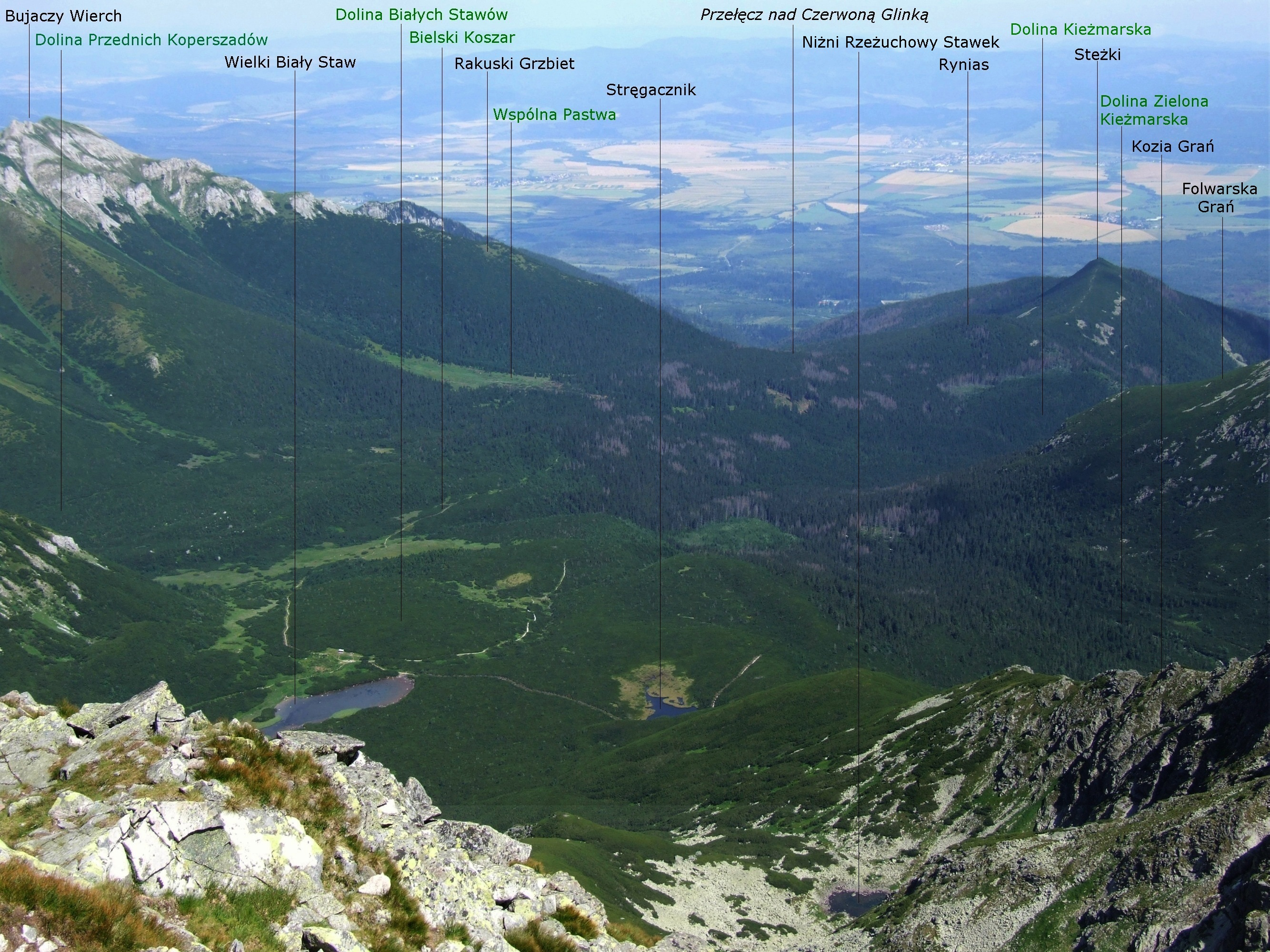
Widok z Jagnięcego Szczytu
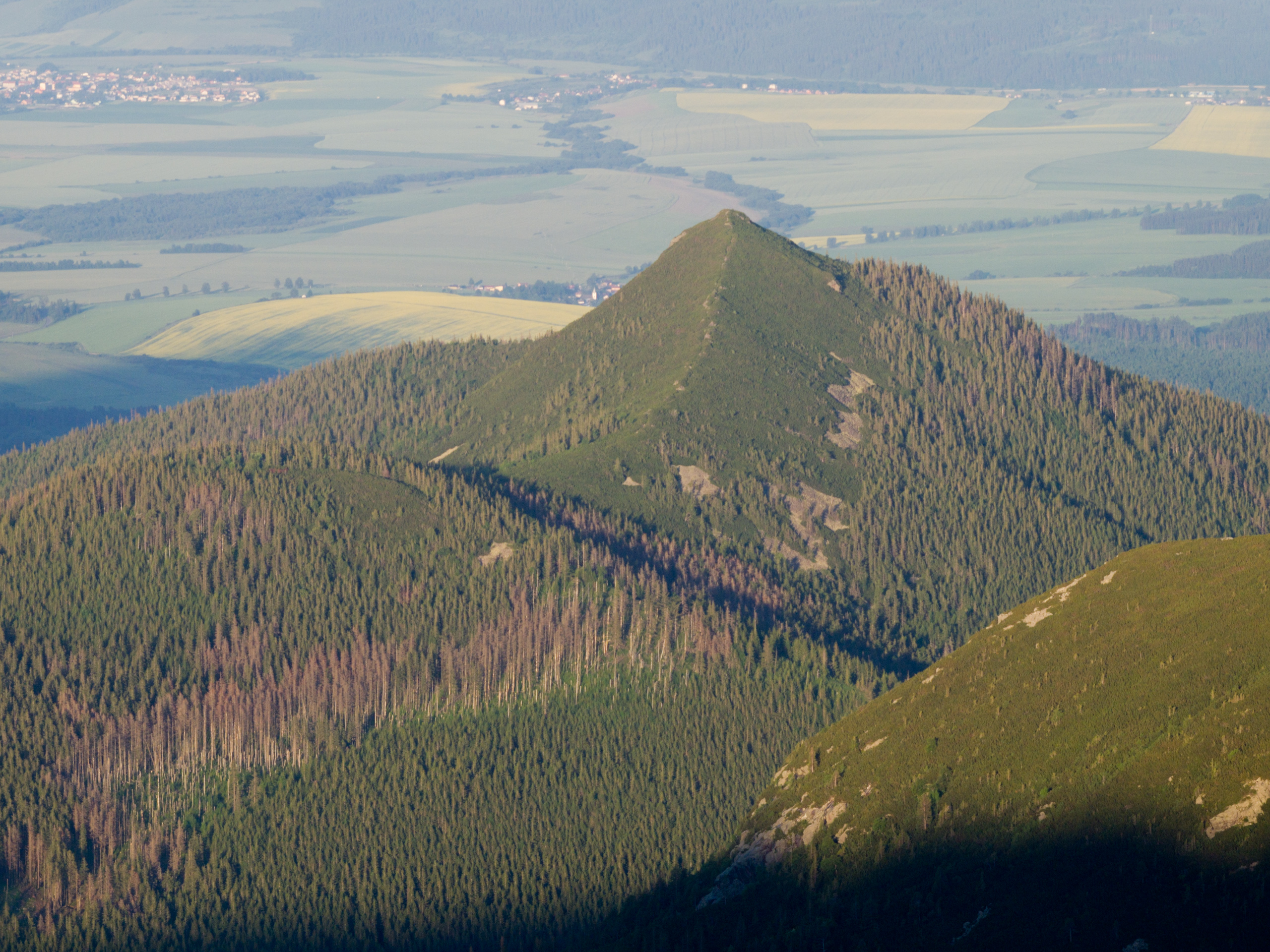
Rynias i Steżki
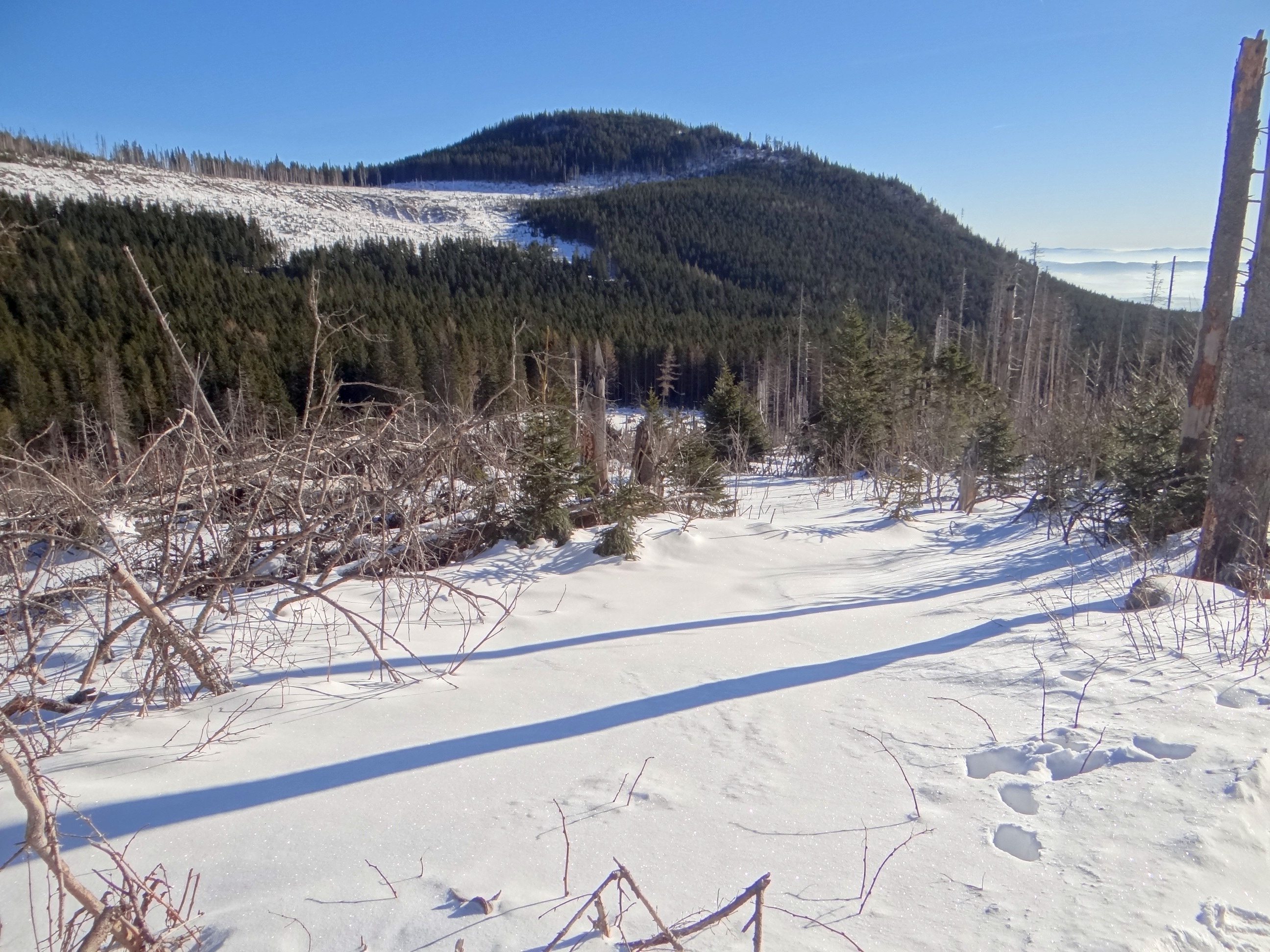
Widok z Doliny Kieżmarskiej